# Cレーション

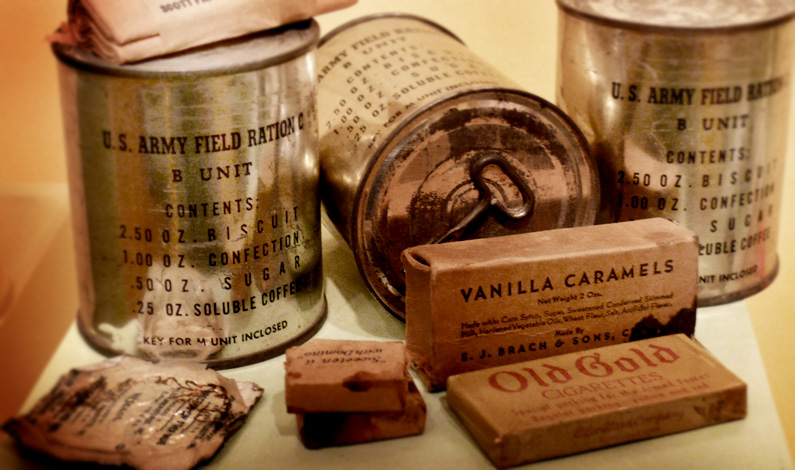
第二次世界大戦時に支給されたCレーション

Cレーション（英語: C-ration）は、アメリカ軍が第二次世界大戦前の1938年から開発し、1945年にかけて製造、配給したレーション（戦闘糧食）である。Cラッツ（C-Rats）の略称でも知られた。
当時既に採用されていたAレーションが駐屯地給食用の未調理生鮮食材、Bレーションが包装済み未調理食材であったのに対し、Cレーションは缶詰にされた調理済みの料理であり、なおかつ兵士が1日3食で1日に必要な栄養素・熱量を摂取できるよう設計されていた。
なお、後継の糧食として採用されたMCIレーション（Meal, Combat Individual、個人用戦闘糧食）も、Cレーションと通称されることがある。

## 概要

### 背景
第一次世界大戦の時点で、アメリカ軍では後方で調理された温かい食糧を前線に運んで配給することが多かったほか、予備糧食（Reserve ration）という戦闘糧食も採用されていた。その後、陸軍軍医総監ウィリアム・C・ゴーガス少将は、食糧関係の調査及び改善のため、食料栄養部（Division of Food and Nutrition）を新設した。アメリカの参戦期間が短かったため、食糧栄養部の活動は限られたものだったが、以後も改善の試みは続けられた。しかし、1920年代にも依然として食糧の調理および配給を需品科が担当していた。予備糧食は量の不足が指摘され、何度か内容量の調整が行われていたものの、使用頻度の低さを理由に代替の糧食の開発は不要と判断されていた。
陸軍が新たな戦闘糧食の開発を検討し始めるのは、1930年代半ばに差し掛かってからであった。この時期には様々なビタミンやミネラルが新たに発見されており、陸軍でもビタミン摂取に関する研究が進められていた。最初に考案された新しい糧食は、いわゆるDレーションであった。これは栄養を強化したチョコレートバーである。「1人が1日生存するための食糧（food for the subsistence of one person for one day）」とされ、戦闘糧食というよりは食事が取れない場合の代用食と位置づけられていた。非常に高カロリーで、食べ過ぎると吐き気を催すことがあった。カロリー吸収を助けるためにビタミンB1が添加されていた。

### Cレーションの開発
Dレーションと同時に多数の糧食が開発されていたが、Aレーション、Bレーション、そしてCレーションが特によく知られているものである。
当時のアメリカ軍には、野戦炊事場が設営できない場合にも配給できる、栄養バランスが良く、美味で、また輸送が容易な戦闘糧食が存在していなかった。
缶詰糧食の試み自体は1932年には既に存在していたが、直接Cレーションへとつながるアイデアを考案したのは、アメリカ陸軍需品科の生計研究開発所（Subsistence Research and Development Laboratory, SRDL）で初代所長を務めたW・R・マクレイノルズ少佐（W. R. McReynolds）である。マクレイノルズは、ビーフシチュー、牛肉入り麺、ファミリースタイルのディナー、ラムシチュー、アイリッシュシチューなどの食事一式を長方形の12オンス缶に収め、これらを以て予備糧食を補強する提案を行った。1938年6月までに、このアイデアは肉3ユニット、パン3ユニットの6缶から成る糧食一式というものへと発展した。需品科の技術委員会ではこのアイデアに基づく糧食の開発を支持したものの、当初割り当てられた予算はわずか300ドルだった。
当時のアメリカ軍には、野戦炊事場が設営できない場合にも配給できる、栄養バランスが良く、美味で、また輸送が容易な戦闘糧食が存在していなかった。この種の糧食の研究は、1937年から本格的に始まった。研究結果を踏まえ、新たな糧食は6つの円筒形の12オンス缶、すなわち肉料理（Meat）を収めるMユニット3つ、パン（Bread）を収めるBユニット3つから成るとされた。1940年、野戦試験を経てCレーションとしての採用が決定した。
1939年までに、SRDLはMユニットのメニュー10種類を考案し、また容器は長方形の12オンス缶から円筒形の16オンス缶に改められた。6缶あわせて4,437カロリーが含まれ、重量は5ポンド10オンスだった。同年9月、10種類のメニュー全てを製造することは困難とされ、3種類（ポーク・アンド・ビーンズ、ミート・アンド・ベジタブルハッシュ、ミート・アンド・ベジタブルシチュー）まで削減された。1939年に陸軍の糧食関連の規則が改定された際、"U.S. Army Field Ration C"（陸軍野戦糧食C）として言及されたものは以上のような組み合わせだった。1940年のルイジアナ演習の際にも調達され、実戦に近い環境での試験が科されることになる。
陸軍では1941年8月から大規模な調達を開始し、第一次世界大戦以来の予備糧食を段階的に更新した。

### 改善

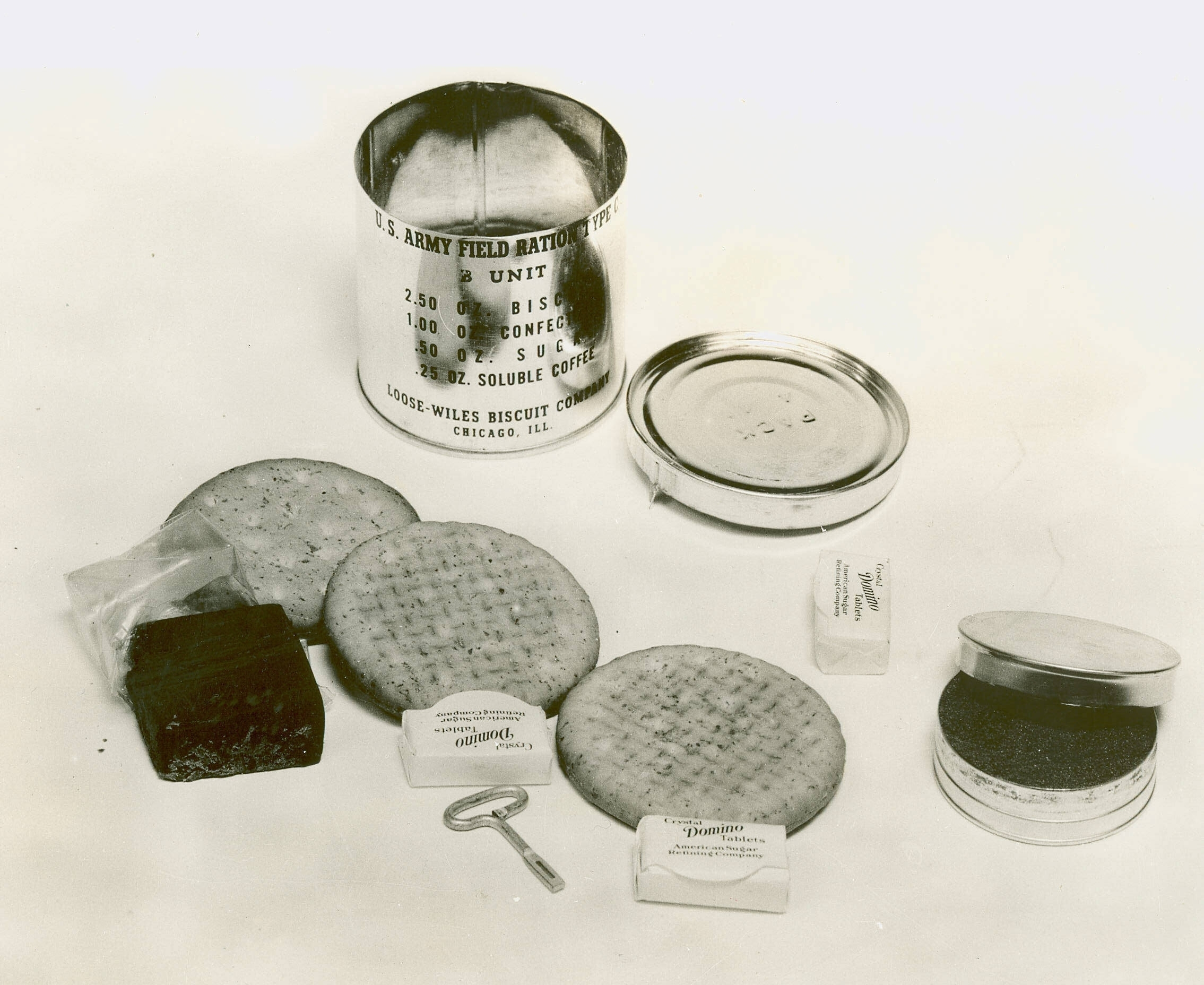
CレーションのBユニット（1941年）
缶詰の中にビスケットなどが入っている。

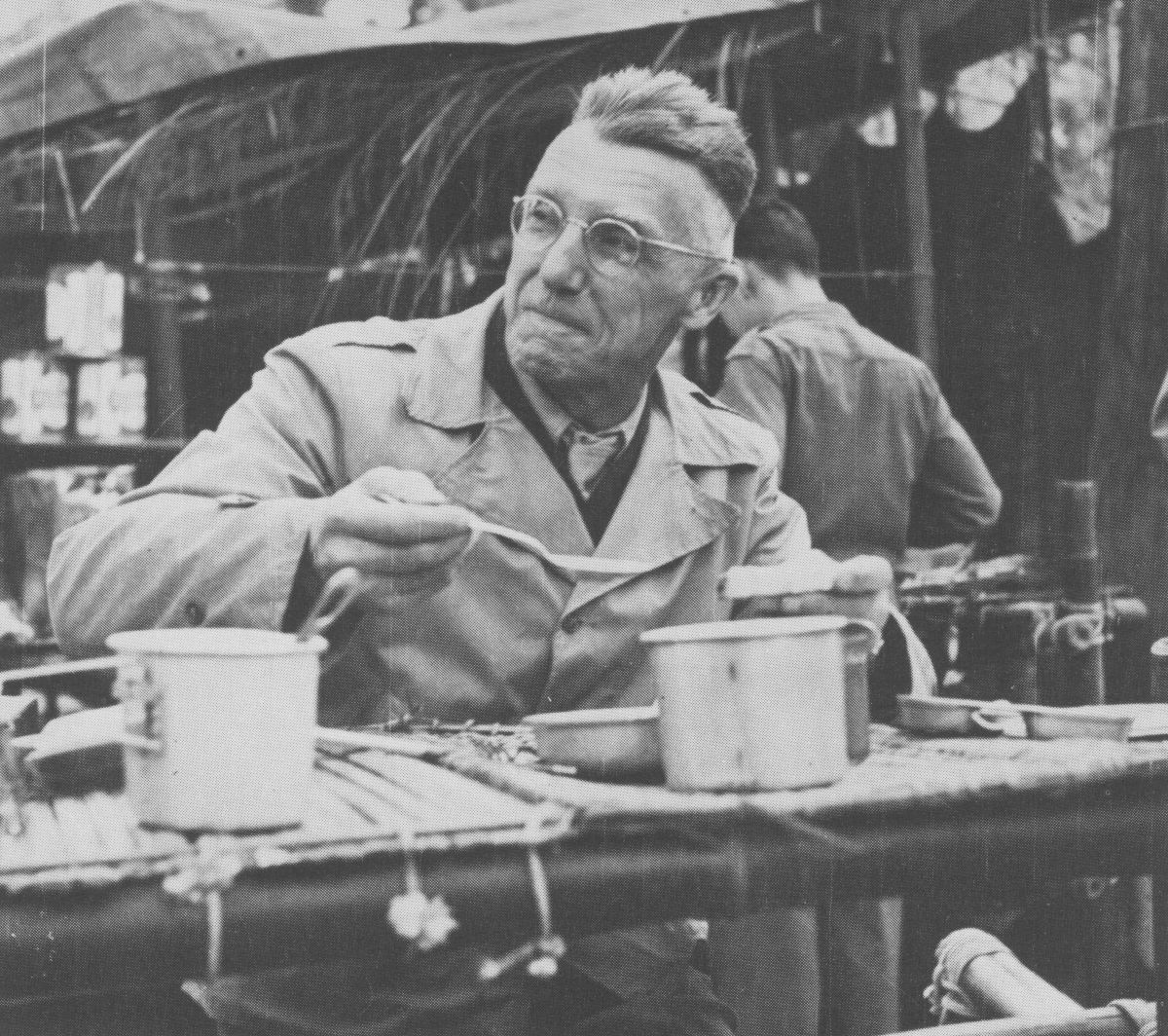
Cレーションを食べるジョセフ・スティルウェル（1943年、クリスマスの朝食）。コッヘルを使っている例。

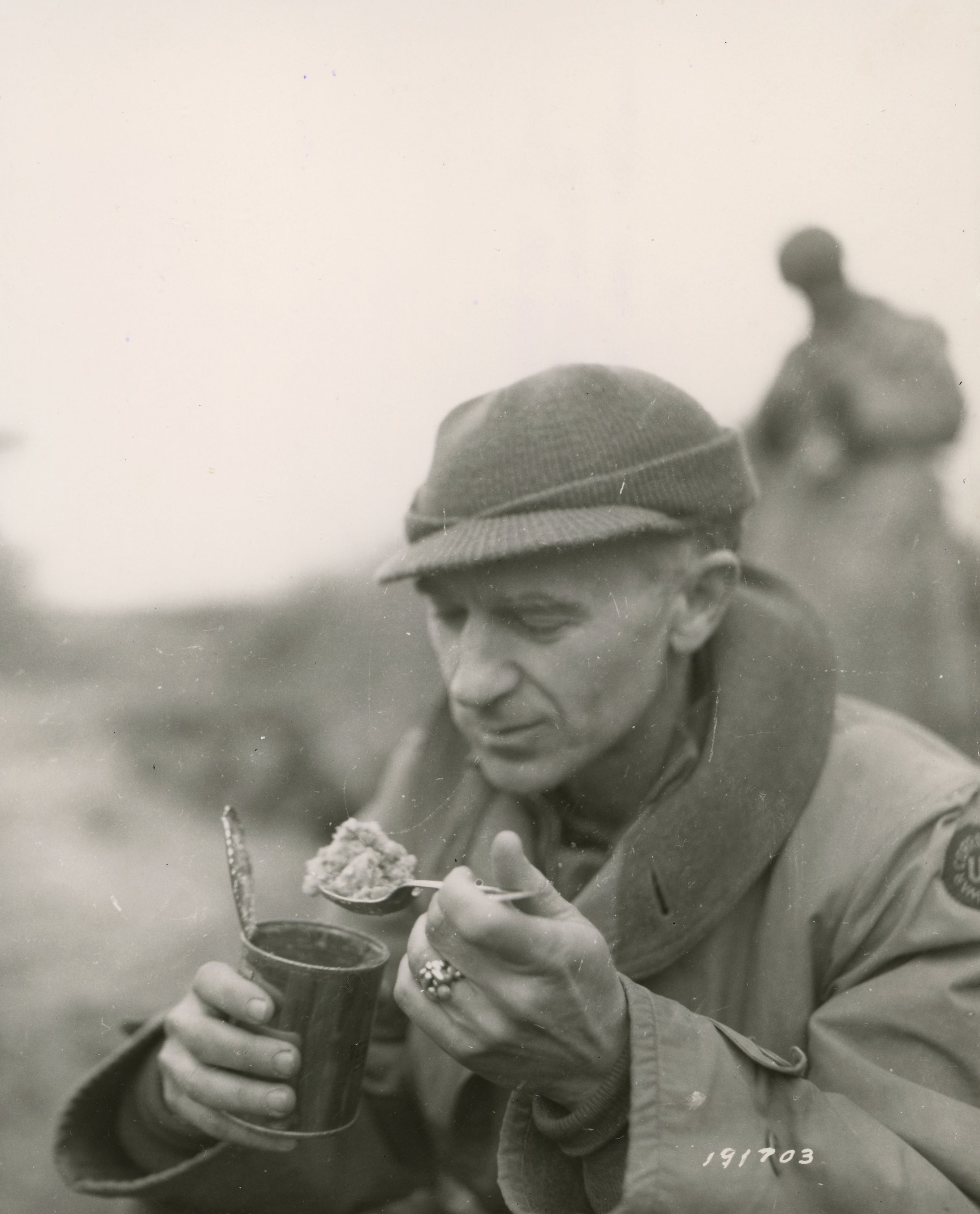
Cレーションを食べるアーニー・パイル（1944年5月18日）。缶から直接食べている例。

ルイジアナ演習を経て、Cレーションは栄養的には十分で、陸軍に支給されたもののうち最高の糧食の1つとまで評価された一方、缶が大きく嵩張る、肉が少ない、味が濃い、豆が多いなど、様々な問題が指摘された。
軽量化の試みとして、16オンス缶は廃止され、同じく円筒形の12オンス缶に更新された。また、Bユニットのビスケットが減らされ、代わりにチョコレートと即席コーヒーが追加された。さらに1941年末までに行われた改善によって、個別包装された飴玉、チョコレートキャラメルもここに加えられた。
本来は3種類のMユニットを同等の割合で調達する予定だったが、作りやすいミート・アンド・ベジタブルハッシュが過剰生産されていた。そのため、連日同じメニューが続いて飽きた兵士が食事を摂らず、栄養素およびカロリーの摂取量が減少する可能性が危惧された。CレーションとBレーションのMユニットメニューが重複し、例えば戦闘任務からようやく野営地に戻った兵士が、野戦炊事場でCレーションのMユニットと全く同じ食事を提供されることも少なくなかった。元々は野営地を離れる数日間の食事として配給されることが想定されていたものの、実際には90日間連続でCレーションで食事を摂らねばならなかったという事例も報告された。Cレーションはそのままでも食べられるが、加熱すればより美味に食べられる。しかし、前線では加熱を行う余裕がない場合が多く、大抵は冷えたまま食されていた。このことも兵士たちが味を嫌う原因になりうると考えられた。
「口当たりの良さ」を重視していなかったことも問題点として指摘された。例えば、ビタミンCはほぼ粉末レモンジュースのみに含まれていたが、兵士らはひどく不味いこの飲み物を嫌い、飲まずに床磨きなどに使っていたという。このことは栄養素を1つの食品のみに偏らせることの問題点を明らかにしている。
兵士からのフィードバックを受けつつ、Cレーションの品目は何度も更新された。Bユニットに付属する飲料には、コーヒーの他に粉末ココア、粉末レモンジュースも追加された。さらにクラッカー、ジャム、飴玉も別途追加された。1943年3月からは、いくつかのBユニットに煙草が付属するようになった。
1940年8月26日、陸軍軍医総監部によって食料栄養部が再設置され、また科学研究開発局には民間の栄養士を集めるようにと要望が出された。糧食の改善にあたり、良心的兵役拒否のうち志願者を用いた人体実験が行われた。そのほか、より「美味しそう」に見せるための研究（乾燥卵の変色防止など）も進められ、一連の改善によって消費量は増加し、また不要な品目が削減されたことで大量輸送も容易になった。
SRDLでの検討および生産能力の調整が求められたため、メニューの変更や追加は容易ではなかった。煙草や菓子の追加は、そうした手間を必要としない改善案として採用されたものである。
1944年6月、それまでBユニットおよび付属品は別々の仕様書に基づいて調達されていたが、糧食一式として統一された。この際に従来の"U.S. Army Field Ration C"という名称が廃止され、"Ration, Type C, Assembly, Packaging and Packing"（C型糧食、一式、梱包済み）と改められた。仕様書によれば、一式はMユニット3缶、Bユニット3缶、アクセサリーパックから成るとされる。また、食事に多様性を与えるためにメニューの組み合わせは6種類（朝食、昼食、夕食それぞれ2種類ずつ）が指定された。Bユニットには、ビスケット、圧縮/混合済シリアル、飴で覆ったピーナッツまたはレーズン、即席コーヒー、砂糖、レモンまたはオレンジの即席ジュース、飴玉、ジャム、粉末ココア、キャラメルなどをメニューに合わせて組み合わせたものが格納されていた。
アクセサリーパックには、「良質な市販品」のタバコ9本、浄水用のハラゾン錠剤、、ブックマッチ、トイレットペーパー、チューイングガム、Mユニット用の缶切り

が含まれていた。
Mユニットのメニューには、ミート・アンド・ビーンズ、ミート・アンド・ベジタブルシチュー、ミート・アンド・スパゲッティ、ハムと卵とイモ、ミート・アンド・ヌードル、ポーク・アンド・ライス、フランクフルト・アンド・ビーンズ、ポーク・アンド・ビーンズ、ハム・アンド・リマビーンズ、チキン・アンド・ベジタブルの10種類が指定されていた。また、不人気だったミート・アンド・ベジタブルハッシュ、イングリッシュスタイル・シチュー（ミート・アンド・ベジタブルシチュー）は廃止された。
1945年4月に発行され、7月に修正された仕様書は、第二次世界大戦における最終版となった。これは実戦環境からのフィードバックに基づく改善が加えられている。Bユニットの飴玉、飴で覆ったピーナッツ/レーズンは保存性が低いために廃止され、代わりにファッジディスクとクッキーサンドイッチが採用された。そのほか、顆粒だった砂糖が錠剤型に改められ、粉末ジュースの種類を増やし、圧縮ココアディスクが追加された。Mユニットには新メニューとしてビーフシチューが追加された。アクセサリーには熱中症予防のための塩錠剤が追加され、ハラゾン錠剤は軍医総監部の勧告を受けて廃止された。アクセサリーパックはロングパックとショートパックの2つに分割され、また後にそれぞれアクセサリーパックとシガレットパックに改称された。前者にはガム、トイレットペーパー、缶切り、粒状塩、塩錠剤、木製スプーンが含まれた。後者には3本入り3パックまたは9本入り1パックの煙草とマッチが含まれた。ただし、以前に調達されたものが大量に在庫として残っていた上、開発と生産・調達のタイムラグのため、この最終版のCレーションを受け取った者は少なかった。
終戦の時点でも大量のCレーションの在庫が残されていたため、新たな糧食の開発は再び停滞することとなる。続く朝鮮戦争では標準的な糧食として配給され、またベトナム戦争の頃にも一部で配給されていたという。
1958年、CレーションはMCIレーションへと更新された。しかし内容物の類似から、MCIレーションもまたCレーションと通称された。そのため、Cレーションという言葉は、1980年代初頭にMREレーションが採用されるまで使われ続けることとなる。